# Poznajmy się
Poznajmy się! to tytuł cyklicznego programu telewizyjnego Jerzego Gruzy emitowanego przez Telewizję Polską na początku lat 60. 
Autorami scenariusza każdego z odcinków byli: Jacek Fedorowicz, Jerzy Gruza i Bogumił Kobiela. Reżyserował Gruza. 
Program prowadzili: Kobiela (w roli "Szefa") i Fedorowicz (jako "Personel"). Odcinki nadawane były za pośrednictwem wozu transmisyjnego z sali Teatru STS przy ówczesnej ulicy Świerczewskiego. Na program składały się konkursy, gry i zabawy z publicznością, występy estradowców, piosenkarek i piosenkarzy. "Poznajmy się!" zdobyło ogromną popularność dzięki bardzo dowcipnym, odkrywczym i zaskakującym pomysłom (tu po raz pierwszy w Polsce prezentowano m.in. filmy z ukrytej kamery) i sporej ilości improwizacji.